# Blood in My Eyes
"Blood in My Eyes" is de derde en laatste single van het vijfde album van Sum 41 genaamd Screaming Bloody Murder, uitgekomen op 7 februari 2011.
Op 24 februari 2012 kondigde de band aan via Twitter dat ze een videoclip zouden draaien voor Blood in My Eyes met Michael Maxxis in Los Angeles en deze kwam uit op 10 september 2012.
De videoclip (van meer dan 7 minuten) toont een vrouw die aan het liften is aan de kant van een snelweg. Een man stopt en, na een korte discussie, begint haar te slaan tot ze het bewustzijn verliest. De man zet de radio aan en we horen kort de songs 'Buried At Sea' van The Operation M.D. en 'Screaming Bloody Murder' van de band zelf te horen vooraleer Blood in My Eyes begint. Hij rijdt haar naar een afgelegen plek waar hij haar uitkleedt tot ze in ondergoed is; de man rijdt weg en 'Jessica Kill' wordt weer wakker. Er komt weer een kort intermezzo waarin we het begin van het liedje 'Scumfuck' horen. Het meisje strompelt terug tot ze aan het huis van haar verkrachter aankomt: ze klopt op de deur, slaat de moeder bewusteloos en slaat vervolgens haar aanrander tot deze (vermoedelijk) sterft.
De song was genomineerd voor een Grammy Award for Best Hard Rock/Metal Performance maar de band verloor van de Foo Fighters met hun nummer White Limo.